# Max Piccini

Max Piccini al lavoro nel suo studio

Carlo Marx Piccini (Udine, 1899 – Tricesimo, 1974) è stato uno scultore italiano.

## Biografia
Carlo Marx Piccini si presenta sulla scena artistica con il nome di Marco che poi cambierà in Max: tale cambiamento è stato necessario durante il ventennio fascista per non far trasparire la simpatia verso l'ideologia comunista del padre. Egli entra a pieno titolo nell'arte friulana del ‘900 e fin dai primi anni della sua attività dà prova di un particolare gusto formale e un vivace estro artistico che lo colloca tra i personaggi significativi dell'arte friulana contemporanea. La sua formazione, iniziata molto presto, lo ha portato al raggiungimento della maturità artistica in breve tempo, egli infatti inizia a bottega a Udine con il padre Silvio Piccini (1877-1954) scultore e architetto che realizzò le proprie opere nell'ambito dello Stile Liberty, dal quale apprende le tecniche scultoree.

## Gli anni della formazione
Frequentò l'Accademia di Belle Arti di Venezia dal 1912 al 1915, allievo dello scultore Antonio Dal Zotto (Venezia, 1852 - 1918) e dell'architetto Guido Cirilli (Ancona, 1871 - 1954) fino allo scoppio della prima guerra mondiale, quando è richiamato alle armi.
Finita la guerra si reca a Parigi, insieme all'architetto Giovanni Muzio (Milano 1893-1982), come membro rappresentante alla Conferenza di pace di Parigi 1919-1920; a Parigi Piccini esegue qualche lavoro, rimanendo dal 1918 fino al 1921; si trasferisce a Torino nel 1922 dove lavora presso gli studi di vari scultori tra cui Arturo Dazzi (Carrara 1881 - Pisa 1966); nel 1923 si reca a Roma come collaboratore dello scultore Aurelio Mistruzzi (Udine 1880 - Roma 1960)
Nel 1926 Piccini si trasferisce con la famiglia a Pistoia, qui lavora presso la fonderia d'arte Pasqualis dove apprende le tecniche della fusione a cera persa, con il metodo del Cellini; questa esperienza gli servirà per conoscere e gestire con perizia artigianale tutte le fasi di esecuzione di una scultura in bronzo, perché una volta rientrato a Udine, a seguito di questa esperienza, costruirà un proprio laboratorio specializzandosi appunto nella fusione a cera persa: egli è stato uno dei pochi artisti di questo periodo a possedere la competenza tecnica per poter operare autonomamente senza rivolgersi a officine esterne. Rientra definitivamente nello studio udinese nel 1930 con la moglie ed il figlio Giulio nato nel 1923.

Le Tre Grazie cera del 1949

## Gli anni giovanili
Al suo rientro a Udine porta un bagaglio di esperienze vario e multiforme che lo indirizzerà verso la sua scelta artistica; la sua personalità ricca di carisma, la curiosità della sperimentazione lo porta a realizzare opere ricche di tensioni in continuo scambio con l'esterno in un gioco di luci che accarezzano i contorni, “un artista puro” lo definisce Amedeo Giacomini.
Il periodo in cui egli inizia la sua opera è caratterizzato da opere legate alla tradizione figurativa e alla rappresentazione della realtà, egli però non si limita a copiare e riprodurre ma cerca di cogliere ritmi e volumi, di rappresentare l'essenza dello spirito e della natura che lo ispira e lo circonda.
Comincia ad esporre nel 1925 in una collettiva alla Bevilacqua La Masa di Venezia; partecipa nel 1928 alla II Biennale Friulana d'Arte di Udine; intervenne dal 1928 a tutte le Sindacali, mostre organizzate a Udine dal Sindacato degli Artisti, dal 1935 oltre ad essere presente come espositore, ricopre vari ruoli all'interno del comitato organizzatore; durante questo periodo il suo impegno è condiviso con l'attività di insegnante e preside presso la Scuola di disegno professionale di Rivignano (Udine).
Allestisce nel 1929 la prima personale presso il cinema Eden insieme all'amico pittore Fred Pittino amico fraterno sul piano umano e artistico, col quale divide lo studio presso la Chiesa di S. Domenico. La mostra, segnalata per il buon numero di visitatori, riportava i temi della locale Scuola friulana d'avanguardia nella quale i rapporti di amicizia e di lavoro univano diversi artisti: la poetica era fondata su un impianto costruttivo basato sulla linea e sul chiaroscuro in grado di riprodurre i soggetti in modo chiaro ed immediato. L'esposizione suscita un certo scalpore per la novità delle opere esposte rispetto al clima artistico locale conosciuto fino a quel momento.
Nel dopoguerra inizia una stagione in cui gli vengono commissionate opere monumentali da committenza pubblica, anche in queste caso egli non si abbandona alla celebrazione ma conserva il proprio stile che restituisce una realtà in armonia con ciò che è rappresentato, conservando il chiaroscuro vibrante dei piani ed il ritmo della composizione; nel 1933 gli viene dato l'incarico per la realizzazione della statua del Fante in bronzo a Settimo (Venezia) per il Monumento ai caduti cui fa seguito nel 1935 il busto del poeta Enrico Fruch situato davanti al Municipio di Rigolato, comune di origine del poeta; con questo ritratto partecipò nel 1937 alla Mostra Interprovinciale di Venezia.
Se con la produzione privata dell'artista, composta principalmente da ritratti e bronzetti egli arriva ad un linguaggio ormai preciso nel quale la forma, il chiaroscuro, il sentimento, vengono espressi con un modellato rapido e sensuale, nelle commissioni pubbliche e cimiteriali dimostra di saper dare forma ai soggetti in modo asciutto e sicuro riferito idealmente ai ritmi monumentali, facendo trasparire inoltre la capacità di confrontarsi con temi diversi. La progettazione di strutture complesse quali cappelle o arredi di supporto delle opere lo porta a confrontarsi con diversi materiali; all'interno del suo laboratorio venivano eseguiti i progetti e la realizzazione delle opere veniva seguita in ogni sua fase, come accadeva nelle botteghe artigiane.

## La maturità
Nel 1937 e nel 1943 partecipa alle mostre della Bevilacqua La Masa a Venezia. Nel 1947 alla Mostra del Ritratto e nel 1960 alla Mostra Nazionale di Scultura Figurativa Contemporanea di Forlì. Nel 1940 realizza un bassorilievo lungo dieci metri a coronamento degli stalli del coro ligneo per la Duomo di Adria a Rovigo con le storie della Madonna; nel dopoguerra lo scultore entra nel consiglio direttivo del Circolo Artistico Friulano, istituito nel 1945 e che raccoglie letterati, artisti e musicisti, con lo scopo di promuovere le arti a Udine.
Nel 1946 realizza la prima via Crucis, per la chiesa di Urbignacco, in pietra di Aurisina. A questa seguono altre analoghe commissioni: la via Crucis per la Cappella del Seminario di Udine in bronzo nel 1956; la composizione si svolge intorno alla croce, le scene sono raccolte in un quadrilatero ed i personaggi sono quasi sempre due, al massimo quattro, per concentrare l'azione e rendere l'opera fortemente espressionista. Dal 1956 al 1958 esegue la via Crucis per il Tempio di Cargnacco: dove realizza un San Antonio, la Madonna del Conforto e le formelle dell'altare con i simboli degli evangelisti. Segue a distanza di qualche anno la via Crucis per la Cappella dell'Ospedale Santa Maria della Misericordia di Udine in bronzo del 1961, oltre alle quattordici stazioni della via Crucis, Piccini esegue le figure angeliche eseguita a tutto tondo, che fungono da maniglioni dei portoni; i quattro piccoli bronzetti decorativi furono modellate in cera e fuse in bronzo a costituire quattro pezzi unici, presentano eleganti ali falcate, che fanno sporgere le figure nello spazio dando loro dignità scultorea e nel contempo assolvono alla funzione prensile delle maniglie, le loro forme furono riprese da Max Piccini nel 1971 in due bassorilievi bronzei, Fede e Carità, che ripetono l'elegante avvitarsi del movimento. I bronzetti e la via Crucis hanno una superficie modellata che mette in evidenza il movimento dei panni, conferendo alle figure una raffinatezza tardo gotica. Le quattordici stazioni della Via Crucis sono state modellate in cera da Max Piccini e sono state fuse in un unico esemplare; i pregevoli bozzetti sono simili alle stazioni della via Crucis della Cappella del Nuovo Seminario di Udine del 1955 riprodotti in bronzo analogamente sono costruiti entrambi intorno alla croce; ultima della serie è la via Crucis per il Duomo di Cividale del Friuli in terracotta nel 1964;
in quest'opera lo schema tradizionale della composizione è sostituito da un ritmo vitale dove la materia diventa instabile lasciando spazio alla luce; i bassorilievi hanno una superficie modellata che mette in evidenza il movimento delle vesti dando dinamicità alla composizione.
Lungo gli anni quaranta alla nitida definizione dei volumi subentra una crescente foga espressionista, ben rappresentata da opere come Nudino in bronzo (Roma) del 1943, Ritratto di Ignazia Sabbadini in gesso patinato (Galleria d'arte moderna di Udine) datato 1943.
Piccini ottiene il primo premio per la scultura alla Mostra d'Arte Sacra Contemporanea nel 1947 a conferma dell'impegno costante nella realizzazione di opere a soggetto religioso.
Nel 1949 insieme a Fred Pittino espone in una personale allestita all'Opera Bevilacqua La Masa a Venezia; Piccini fa sempre scelte motivate e proprie in linea con il suo rispetto per la realtà, questo aspetto della sua personalità lo porterà a passare quasi indenne attraverso alcune banali scelte novecentiste.

La Vittoria Alata per il comune di Manzano

Nei primi anni cinquanta realizza per la Cattedrale di San Patrizio a Washington sei statue in marmo di Carrara: immagini solenni, vigorose e nitide nella purezza delle figure armoniose e raffinate, di grande impatto scenico, come il San Sebastiano e Santa Cecilia.
Numerosi, al pari degli interventi per cappelle cimiteriali in particolare a Udine, i monumenti a personaggi pubblici quali l'erma di Giacomo Matteotti a Udine nei giardini di via Dante del 1950; sempre a Udine nel 1955 realizza la statua del poeta Emilio Girardini a fianco della chiesa di San Francesco, il piccolo bozzetto che è poi stato riportato in scala sembra più vibrante sostenuto da un ritmo più nervoso, la statua al vero appare invece più rivolta alla risoluzione psicologica e più intima del poeta.
Nel 1951, come artista iscritto al sindacato prende parte alla prima mostra organizzata dall'Unione Artisti Friulani.
Nel 1952 il Comune di Manzano gli commissiona il Monumento ai caduti per il quale realizza una Vittoria Alata; nello stesso anno per il bar “Ai Bagni” in piazzale XXVI Luglio a Udine esegue un capitello con raffigurato Noè e il baccanale; in quest'opera con modelli di memoria donatelliana la ricerca pittorica viene espressa con un modellato dal quale emerge una sfrenata gioia creativa.
Nel 1957 ad Arta Terme realizza il monumento a Giosuè Carducci la cui qualità plastica tormentata ed intensa esprime una trascinante energia; all'inaugurazione partecipa anche il prof. Valgimigli allievo del Carducci; partecipa nello stesso anno alla Mostra d'arte friulana contemporanea con un'Annunciazione in terracotta, qui il rilievo è quasi inesistente ed il plasticismo è espresso da una vibrazione cromatica di chiaroscuro.

La Primavera opera in bronzo del 1966

Del 1956 è l'altorilievo in cemento e mosaico per la facciata dell'Istituto Antonio Zanon di Udine che raffigura Lo studente di ragioneria che studia il Liber abaci, quest'opera mette in evidenza il suo estro che predilige per le opere pubbliche uno stile delle forme solide e severe. Nello 1959 Piccini partecipa alla VIII Quadriennale di Roma con un'opera di carattere ecclesiastico, produzione questa che occupa gran parte della sua attività, e alla XIII Biennale d'Arte Triveneta di Padova, nel 1966 è tra gli espositori della Mostra d'Arte Friulana Moderna presso il Centro Friulano Arti Plastiche di Udine, nello stesso anno organizza una personale alla galleria al Girasole di Udine ed espone alcuni bronzetti nei quali le figure perdono la definizione formale e si sviluppano attraverso piani spezzati e corrosi dalla luce tra di essi Leda e il cigno con il quale parteciperà alla Mostra del Bronzetto di Padova del 1967. In ambito ecclesiastico si ricorda il Crocifisso del Duomo di Cervignano del Friuli del 1967.
Per il Monumento ai caduti di tutte le guerre realizzato nel 1961, con il suo stile espressivo e senza cadere mai nell'evocativo esegue sedici bassorilievi collocati sulla Croce luminosa (opera dell´architetto Giacomo Della Mea) posta sul Monte di Buia.
Il ritratto al poeta Giuseppe Ellero a Tricesimo del 1963, è invece un'opera che esprime una bellezza riposante che invita alla riflessione. Per quanto riguarda la statuaria esegue opere come la Madonna del mare posta nel giardino dell'istituto Santa Dorotea a Bilione (Venezia) del 1964 una figura dai lineamenti delicati di impostazione classica; la Madonna del conforto del 1966 che è collocata sul raccordo autostradale Firenze – Siena.
Per il campanile del Duomo di San Donà di Piave, con la collaborazione del figlio Giulio, realizza nel 1965 un San Michele arcangelo, l'opera che si sviluppa in altezza per cinque metri è stata fusa in bronzo presso la fonderia dello scultore e trasportata sulla cuspide del campanile.

Un monumento in ricordo di Arturo Zardini è stato commissionato dal comune di Pontebba (Udine) nel 1969; l'opera è composta da quattro bassorilievi che rappresentano quattro delle più note villotte friulane scritte dal compositore e dal ritratto del maestro, il progetto dell'opera si ispira ad un leggio sul quale sono appoggiati gli scritti, i personaggi sono rappresentati recuperando una matrice popolare e nobilitati dalla sapiente elaborazione della materia. 

Il monumento al Poeta Arturo Zardini a Pontebba (Udine)

Una rinnovata stagione inizia per Piccini verso gli anni sessanta; si svincola dal classicismo e realizza opere nelle quali la materia si libra nello spazio senza peso, le forme diventano abbozzate, scheggiate, come un “tremore di sole” (Licio Damiani); un'opera come la Primavera nell'atrio dell'Istituto Tecnico Industriale Arturo Malignani di Udine del 1966 in bronzo dorato, esprime una preziosa raffinatezza da orafo, si staglia leggera dando l'impressione di essere stata ritratta prima che una brezza primaverile la portasse via.

## Gli ultimi anni
La produzione dell'ultimo periodo è contrassegnata dalla ricerca tecnica che porta Piccini a sperimentare nuove possibilità della materia; i numerosi bronzetti sono realizzati in pezzi unici direttamente da blocchi di polistirolo che egli plasma con ferri arroventati, aggiungendo dove necessario parti in cera; le forme scavate e cesellate fanno penetrare la luce e creano suggestive visioni. La tecnica è quella dello scalpellino che ricava la scultura dal blocco di pietra; il primo contatto che ebbe con la scultura avvenne quando egli era ancora molto giovane: “Incomincio giovanissimo a lavorare nella bottega di mio padre scultore…mi mise in mano scalpello e mazzuolo e mi fece prendere confidenza con il marmo. ...Fu una gioia per me”, da allora non ha più smesso di seguire la realizzazione delle proprie opere; la sua dimensione di artista artigiano gli ha permesso una certa libertà di ricerca e di sperimentazione per dare alle sue opere concretezza naturalistica e continuità formale.

Resurrezione in bronzo per la Tomba della Famiglia Pavan

Del 1972 è la statua della Donna carnica collocata nella sede dell'Istituto Professionale di Stato di Tolmezzo, nella sua solidità plastica e nei tratti del volto ispirati ad una ritrattistica popolare non c'è ombra di retorica, è un'opera che esprime nobiltà attraverso l'uso sapiente della materia. Durante tutta la sua attività Piccini ha realizzato un numero consistente di medaglie coniate, ha partecipando nel 1965 alla Mostra della medaglia a Parigi; tra le molte medaglie una dedicata alla Regione Friulana del 1952, Papa Giovanni XXIII, Centenario dell'annessione del Friuli all'Italia 1866-1966, medaglia commemorativa Inaugurazione del monumento alla Resistenza di Udine, 1969; ha partecipato a varie mostre collettive quali varie Sindacali del Friuli - Venezia Giulia lungo gli anni trenta, alle Biennali d'Arte Triveneta e alle Biennali del Bronzetto a Padova, alle Triennali della Medaglia a Udine. La ricerca formale, che continuerà per tutta la vita artistica di Piccini, è documentata da una produzione di disegni e progetti che mettono in evidenza la necessità di un arricchimento interiore, attraverso lo studio approfondito dell'anatomia e della natura sotto le sue molteplici forme; insieme al figlio Giulio Piccini progetta i monumenti e le opere, nei suoi disegni, caratterizzati da un susseguirsi di minuti e precisi segni fino al raggiungimento della forma immaginata, si vede luce e movimento, linee stenografate che si intersecano per creare un'immagine, la sua grafica è immediata e priva di ripensamenti, le figure emergono dai fogli in modo del tutto naturale per essere poi trasformati in materia. Non è possibile separare l'attività artistica di Piccini da quella di artigiano, come già detto egli realizzava i modelli delle opere e ne eseguiva la fusione in metallo presso il suo laboratorio in via Mentana, egli univa alla grande perizia di mestiere la perpetua insoddisfazione del ricercatore.

## Mostre
- - 1925

XV Esposizione dell'Opera Bevilacqua La Masa, Venezia
- - 1928

II Biennale friulana d'Arte, Palazzo Comunale, Loggia Lionello, Udine
- - 1929

Mostra personale insieme a Fred Pittino, Cinema Eden, Udine
- - 1931

V Mostra regionale d'arte del Sindacato regionale della Venezia Giulia, Palazzo Comunale, Loggia Lionello, Udine
- - 1932

VI Esposizione d'Arte del Sindacato Regionale Fascista Belle Arti della Venezia Giulia, Padiglione Municipale del Giardino Pubblico, Trieste
- - 1934

II Mostra d'arte della sezione di Udine del sindacato fascista belle arti della Ve-nezia Giulia, Palazzo comunale, Loggia Lionello, Udine
- - 1935

Mostra d'arte dedicata alla vita agreste, Palazzo comunale, Loggia Lionello, Udi-ne
- - 1936

III Mostra d'arte del sindacato fascista belle arti della provincia di Udine, Palazzo Comunale, Loggia Lionello, Udine
- - 1937 e 1943

Bevilacqua La Masa, Venezia.
- - 1937

Mostra Interprovinciale con l'opera ritratto del poeta Enrico Fruch, Venezia
- - 1938

IV Mostra sindacale d'arte della provincia di Udine, Palazzo Comunale, Loggia Lionello, Udine
- - 1940

XXXI Esposizione dell'Opera Bevilacqua La Masa, Ala Napoleonica, Venezia
- - 1940 - 1947

Triveneta di Padova, Internazionale del bronzetto, Padova
- - 1943

Mostra di artisti giuliani, Padova
Mostra natalizia di artisti friulani, sala dell'Unione professionisti artisti, via Poscolle, Udine
- - 1946

Mostra, 1930 artisti friulani, Circolo Artistico Friulano, via Lovaria 3, Udine
- - 1947

Primo premio, Mostra d'arte sacra contemporanea, Palazzo Comunale, Galleria del circolo artistico friulano, Udine
Biennale d'Arte Triveneta, Padova
Primo premio, Mostra Triveneta del Ritratto, Palazzo Comunale, Loggia Lionello, Udine
- - 1949

XXXVII Mostra collettiva dell'Opera Bevilacqua La Masa, Venezia
- - 1950

Mostra di artisti friulani, Udine
- - 1951

Prima sindacale friulana, Galleria del Circolo Artistico, vicolo Florio, Udine
Mostra di artisti friulani, Klagenfurt
Prima mostra organizzata dall'Unione Artisti Friulani, Udine
- - 1952

Rassegna delle arti figurative regionali, Udine
- - 1953

Concorso internazionale del bronzetto, Padova
- - 1955

Concorso internazionale del bronzetto, Padova
Mostra degli artisti veneti, Portogruaro
- - 1957

Mostra d'arte friulana contemporanea, via E. Morpurgo, Udine
- - 1959

VIII Quadriennale, Roma
XIII Biennale d'Arte Triveneta, Padova
- - 1960

Mostra Nazionale di Scultura Figurativa Contemporanea, Forlì
- - 1961

Mostra d'arte friulana moderna, Centro Friulano Arti Plastiche, Udine
- - 1965

Mostra della medaglia italiana, Parigi
Mostra della medaglia italiana
- - 1966

Mostra d'Arte Friulana Moderna, Centro Friulano Arti Plastiche, Udine
Triennale della medaglia, Udine
Mostra personale alla galleria al Girasole, Udine
- - 1967

Biennale d'Arte Triveneta, Padova
Concorso internazionale del bronzetto, Padova
Centro Culturale Kennedy, Cusano Dilanino (Mi)
- - 1968

Centro Culturale, Serravalle (Mi)
- - 1970

Triennale della medaglia, Udine
- - 1972

Mostra d'arte sacra, Udine
Mostra antologica, “Torrione di Porta Udine”, Palmanova
- - 1973

Personale Galleria “Al Quadrifoglio”, Udine
- - 1977

Antologica dal 1935, “Galleria alla Torre”, Spilimbergo
- - 1981

Retrospettiva, Centro Friulano Arti Plastiche, Udine
- - 1981-1982

Arte nel Friuli Venezia Giulia 1900-1950, Stazione Marittima, Trieste
- - 1985

Omaggio a Max Piccini, Centro Carnico Arti Visive, Piano d'Arta Terme (Ud)
- - 1996

Omaggio a Max Piccini, I Contemporanei Centro Culturale, Udine